# Land's End

Poloha Land's Endu v rámci Cornwallu

Land's End (v překladu „Konec země“, kornsky Penn an Wlas či Pedn an Wlas) je mys a rekreační komplex na západním výběžku poloostrova Cornwall. Je to nejzápadnější bod hrabství Cornwall a pevninské Anglie (ovšem ne ostrova Velká Británie, ten je ve Skotsku). Nachází se asi 13  kilometrů jihozápadně od města Penzance na západním konci silnice A30.

## Zajímavost
Mezi Land's Endem a skotskou vesnicí John o’ Groats na severovýchodě země lze naměřit jednu z největších vzdáleností mezi dvěma obydlenými místy ve Spojeném království – 1410 km. Tato skutečnost dala vzniknout anglickému rčení Land's End to John o' Groats (z Land's Endu do John o' Groats), což je něco na způsob českého "od Aše po Jablunkov".
Trasa je oblíbená zejména mezi cyklisty.